# Davidstow
Davidstow (Lanndhewi in lingua cornica) è un villaggio e parrocchia civile dell'Inghilterra, appartenente alla contea della Cornovaglia.